# Jing'an (köping i Kina, Jiangsu, lat 32,22, long 119,12)
Jing'an (kinesiska: 靖安, 靖安街道, 靖安镇) är en köping i Kina. Den ligger i provinsen Jiangsu, i den östra delen av landet, omkring 35 kilometer nordost om provinshuvudstaden Nanjing. Antalet invånare är 33384. Befolkningen består av 16 717 kvinnor och 16 667 män. Barn under 15 år utgör 9,0 %, vuxna 15-64 år 78 %, och äldre över 65 år 12,0 %.
Genomsnittlig årsnederbörd är 1 277 millimeter. Den regnigaste månaden är juli, med i genomsnitt 262 mm nederbörd, och den torraste är december, med 31 mm nederbörd.